# Arco de João Basílio
O Arco de João Basílio (em latim: Arcus Iohannis Basilii) ou somente Arco de Basílio (em latim: Arcus Basilis) é o nome medieval de um dos arcos do Aqueduto de Água Cláudia sobre a Via Celimontana, no Monte Célio, provavelmente no sítio da antiga Porta Celimontana; atualmente considera-se o Arco de Dolabela como um substituto mais plausível para a porta.
O Arco de João Basílio também era conhecido pelo nome de Arco de Forma (Arcus Formae) e parece que em seu tempo serviu como entrada para o precinto do Palácio de Latrão. Alguns estudiosos igualmente tentaram associá-lo à Porta Querquetulana. Teria sido demolido em 1604, durante o pontificado do papa Clemente VIII (r. 1592–1605).